# Kraaienbekdrongo
De kraaienbekdrongo (Dicrurus annectens) is een zangvogel uit de familie Dicruridae (drongo's).

## Kenmerken
De kraaienbekdrongo is 26 cm lang. Deze drongo lijkt sterk op de koningsdrongo en de vlaggendrongo als deze zijn lange sierveren mist. Deze drongo verschilt van de koningsdrongo door een minder diep gevorkte staart waarvan de punten opgekruld zijn. Dit laatste heeft ook de haarkuifdrongo, maar die is groter en heeft kuifveren. Verder is de snavel van deze drongo zwaarder, vandaar de naam.

## Verspreiding en leefgebied
De kraaienbekdrongo broedt in Nepal, Bhutan en een groot gebied in het noorden van Indochina. Het is een trekvogel die 's winters naar het zuiden trekt en dan te vinden is op het schiereiland Malakka, Sumatra, Java en Borneo. Het is een algemeen voorkomende vogel van verschillende typen bos, gebieden met struikgewas en mangrove. Hij wordt als trekvogel ook aangetroffen op kleine eilandjes of olieplatforms.

## Status
De kraaienbekdrongo heeft een groot verspreidingsgebied en de grootte van de populatie is niet gekwantificeerd. Er is geen aanleiding te veronderstellen dat de soort in aantal achteruit gaat. Daarom staat deze drongo als niet bedreigd op de Rode Lijst van de IUCN.